# Правительство Камбоджи
Правительство Камбоджи, официально Совет Министров (кхмер. គណៈរដ្ឋមន្ត្រី) — высший орган исполнительной власти Королевства Камбоджа. Возглавляется Премьер-министром, состоит из вице-прьмеров, старших министров, министров и государственных секретарей. Члены правительства могут назначаться Премьер-министром или самим Королем Камбоджи. Действующий глава правительства — Самдать Хун Сен (Народная партия Камбоджи).

## Действующий состав
| Министр | Министр         | Партия | Должность                                       | Срок полномочий  |
| ------- | --------------- | ------ | ----------------------------------------------- | ---------------- |
|         | Хун Сен         | НПК    | Премьер-министр                                 | 30 ноября 1998   |
|         | Сок Ан          | НПК    | Вице-премьер – Председатель Совета Министров    | 16 июля 2004     |
|         | Сар Кенг        | НПК    | Вице-премьер – Министр внутренних дел           | 3 февраля 1992   |
|         | Теа Бан         | НПК    | Вице-премьер – Министр национальной обороны     | 1987             |
|         | Мен Саман       | НПК    | Вице-премьер – Министр Национальной ассамблеи   | 16 июля 2004     |
|         | Конг Самол      | НПК    | Вице-премьер – Министр королевского дворца      | 30 ноября 1998   |
|         | Хор Намхонг     | НПК    | Вице-премьер                                    | 30 ноября 1998   |
|         | Ханг Чуоннарон  | НПК    | Министр образования, по делам молодежи и спорта | 24 сентября 2013 |
|         | Кхиеу Каньярит  | НПК    | Министр информации                              | 14 июля 2004     |
|         | Анг Вонгватхана | НПК    | Министр юстиции                                 |                  |
|         | Чхай Тхан       | НПК    | Министр планирования                            |                  |
|         | Тхонг Кхон      | НПК    | Министр туризма                                 | 30 ноября 1998   |